# Jake Paul
Jake Joseph Paul (* 17. ledna 1997 Cleveland, Ohio) je americká osobnost sociálních médií a profesionální boxer. Zpočátku se proslavil na aplikaci Vine, než hrál roli Dirka Manna v seriálu Disney Channel Bizaardvark po dobu dvou sezón. Během své kariéry se Paul stal předmětem mnoha kontroverzí kvůli svému chování, včetně riskantních kaskadérských kousků, sexuálně sugestivního chování, zobrazování materiálů nevhodných pro věk na YouTube, vyhození z Bizaardvarku a obvinění z trestného činu porušování domovní svobody a nezákonného shromažďování.
Paulova boxerská kariéra začala v srpnu 2018, když porazil britského YouTubera Dejiho Olatunjiho v amatérské soutěži na TKO v pátém kole. Paul se stal profesionálem a v lednu 2020 porazil youtubera AnEsonGiba na TKO v prvním kole. Mezi lety 2020 a 2021 Paul vyhrál své následující zápasy proti vysloužilému basketbalistovi Nate Robinsonovi na KO ve druhém kole, vysloužilému umělci smíšených bojových umění Benu Askrenovi v 1. kole na TKO a bývalému šampionovi UFC Tyronu Woodleymu dvakrát, jednou na body a v odvetě, kde Woodley do zápasu nastoupil jako náhrada za zraněného Tommyho Furyho. Paul porazil Woodleyho po 6 kolech na KO.

## Raný život
Jake Paul se narodil 17. ledna 1997, v Clevelandu a vyrůstal ve Westlake ve státě Ohio se svým starším bratrem Loganem, který je také youtuberem a internetovou osobností. Jejich rodiči jsou Pamela Ann Stepnick (rozená Meredith) a realitní makléř Gregory Allan Paul. Paul začal svou kariéru v září 2013 zveřejňováním videí na Vine. V době, kdy společnost Twitter Inc. ukončila Vine, Paul nashromáždil 5,3 milionu sledujících a 2 miliardy zhlédnutí v aplikaci.

## Kariéra na internetu

### 2014–2016: YouTube andBizaardvark
Paul spustil svůj kanál YouTube 15. května 2014. Jeho kanál je známý vtipy, kontroverzemi a uvádí svou rapovou hudbu.
Poté, co získal uznání na Vine a YouTube, byl Paul najat na natáčení seriálu Disney Channel Bizaardvark, kde hrál postavu, která přijímala odvážné požadavky, aby potom hrál. 22. července 2017, uprostřed natáčení druhé sezóny Bizaardvark, Disney Channel oznámil, že Paul opustí sérii. Oznámení následovalo po zpravodajské zprávě z KTLA o veřejných stížnostech od Paulových sousedů ohledně hluku generovaného Paulovými žerty, večírky, nebezpečím požáru a velkými davy Paulových fanoušků, kteří se shromažďovali v jejich sousedství. Paul později potvrdil novinky na své stránce na Twitteru a řekl, že se nyní zaměří více na svou osobní značku, svůj kanál YouTube, své obchodní aktivity a více dospělých hereckých rolí. Paul později v rozhovoru pro The Hollywood Reporter prozradil, že byl ve skutečnosti vyhozen z Bizaardvark společností Disney, která chtěla urychlit proces jeho odstavení z show kvůli segmentu KTLA.

### 2017–2018: Hudba aTeam 10 ("team ten")
Dne 17. ledna 2017, kdy Paul oslavil 20. narozeniny, bylo oznámeno, že zahájil spolupráci v oblasti zábavy s názvem Team 10 s financováním ve výši 1 milionu dolarů na vytvoření influencer marketingového managementu a kreativní agentury zaměřené na zábavu pro dospívající. Mezi investory patří Danhua Capital, Horizons Alpha, Vayner Capital, Sound Ventures & A-Grade Investments a Adam Zeplain.
Paul vydal singl s názvem „It's Everyday Bro“, s týmem 10, spolu s hudebním videem, 30. května 2017. Obsahoval vokály členů tehdejšího týmu, sestávajícího z Nicka Cromptona, Chance Suttona, Ivana a Emilia Martineze. a Tessa Brooksová. Video nashromáždilo přes 70 milionů zhlédnutí za jeden měsíc a stalo se třetím nejnelíbivějším videem na webu. Píseň debutovala a vyvrcholila na 91. místě v Billboard Hot 100 a byla certifikována platinovou asociací Recording Industry Association of America (RIAA). Jeho název odkazuje na to, jak Paul v té době každý den zveřejňoval video. V roce 2017 Paul vydal a později smazal singly včetně „Ohio Fried Chicken“, „Jerika“, „No Competition“, „That Ain't on the News“ a „Litmas“. Singly byly vymazány z různých důvodů, včetně jeho rozchodu s Erikou Costell v roce 2018.
22. listopadu 2017 Paul vydal remix skladby „It's Everyday Bro“, kde místo Team 10 vystupoval americký rapper Gucci Mane, spolu s novým videoklipem k ní.
27. dubna 2018 Paul vydal singl Malibu s nyní již bývalým členem Team 10 Chadem Tepperem spolu s hudebním videem.
11. května vydal další singl s názvem My Teachers, na kterém spolu s hudebním videem vystupují nyní již bývalí členové Teamu 10 Sunny Malouf a Anthony Trujillo. 24. května vydal dva singly, Randy Savage a Cartier Vision. V bývalé skladbě se objevil Team 10 a hip-hopové duo Jitt & Quan, které v té době obsahovalo vokály členů Teamu 10, ve složení Anthony Trujillo, Sunny Malouf, Justin Roberts, Erika Costell a Chad Tepper; bylo vydáno spolu s hudebním videem. Druhá píseň obsahuje Anthonyho a duo také; hudební video vyšlo později 12. září.
15. srpna 2018 Paul vydal další singl s názvem „Champion“ s hudebním videem. Píseň byla diss skladbou k Paulovu boxerskému soupeři Dejimu Olatunjimu (ComedyShortsGamer), mladšímu bratrovi britské YouTube hvězdy, internetové osobnosti, boxera a rappera KSI, ve kterém se jejich zápas odehrál o deset dní později, 25. srpna. Během léta 2018 , Paul a Team 10 vyrazili na turné po Spojených státech, kde hráli písně. Od začátku roku až do konce postupně odcházeli všichni členové Teamu 10 jeden po druhém.

### 2019: Obchodní podniky a nová skupina
1. března 2019 Paul vydal singl „I'm Single“, který vyšel spolu s hudebním videem. Píseň se zaměřila na Paulovy pocity ohledně toho, že je svobodný, a jeho rozchodu s Erikou Costell. 12. července bylo oznámeno, že Paul založil novou skupinu poté, co se Team 10 rozpadl. Skupinu tvořili Adam Quinn, Lauren Dascalo, Brandon Amato a Payton a Mikahl Caci. 13. prosince 2019 Paul vydal další singl „These Days“, ale o necelý rok později jej smazal ze streamovacích služeb.

### 2020–současnost: Větší zaměření na hudbu a box
24. července 2020 Paul vydal singl „Fresh Outta London“, který byl vydán spolu s hudebním videem. Kvůli natáčení videa uspořádal ve svém domě v Calabasas v Kalifornii večírek před třinácti dny, 11. července, na kterém si získal celonárodní pozornost poté, co byl kritizován starostou Calabasas Alicia Weintraub poté, co se videa a obrázky z večírku objevily online. 10. září Paul vydal další singl s názvem „23“ spolu s hudebním videem ve svém domě, ve kterém hrál pouze jeho starší bratr Logan a také obsahoval klipy s ním a několika jeho přáteli. Název písně odkazuje na jeho tehdejší věk a také na číslo dresu bývalého amerického basketbalisty Michaela Jordana. 15. října Paul vydal singl „Dummy“, na kterém hrál kanadský rapper TVGucci, který je podepsán s nahrávací společností OVO Sound kolegy kanadského rappera Drakea. Video s textem bylo zveřejněno na Paulově kanálu YouTube o šest dní později, 21. října.

## Kariéra v boxu

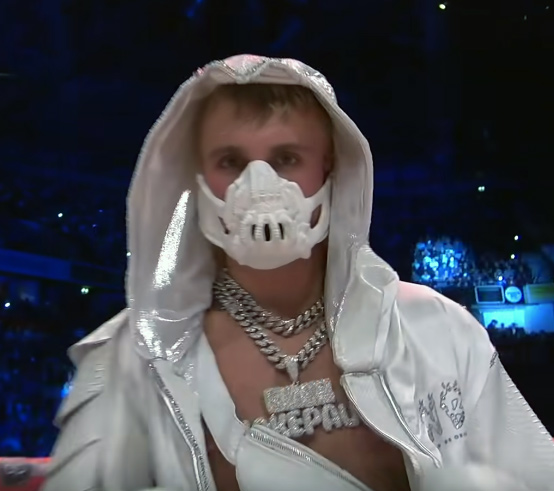
Jake Paul v ringu

### Amatérská kariéra

#### Paul vs. Deji
Hlavní zápas: KSI vs. Logan Paul
25. srpna 2018 se Jake Paul a jeho bratr Logan Paul utkali s KSI a jeho mladším bratrem Deji Olatunjim v páru amatérských boxerských zápasů. Boj Jakea Paula proti Dejimu byl hlavním zápasem před hlavním zápasem, KSI vs. Logan Paul. Paul porazil Dejiho technickým knockoutem v pátém kole.

### Profesionální kariéra

#### Paul vs. AnEsonGib
21. prosince 2019 bylo oznámeno, že Paul bude debutovat v profesionálním boxu proti YouTuberovi AnEsonGibovi (známému jako Gib) 30. ledna 2020 v Miami. Utkání mezi Paulem a Gibem bylo na stejném turnaji, jako zápas o titul WBO ve střední váze mezi profesionálními boxery Demetriusem Andradem a Lukem Keelerem. Paul vyhrál na TKO v 2:18 v prvním kole.

#### Paul vs. Robinson
Hlavní zápas: Mike Tyson vs. Roy Jones Jr.
V červenci 2020 bylo oznámeno, že Jake Paul se odváží do ringu na druhý profesionální zápas, kde bude čelit profesionálnímu basketbalistovi Nate Robinsonovi jako součást podkarty pro exhibiční zápas Mike Tyson vs. Roy Jones Jr. Akce byla původně naplánována na 12. září v Dignity Health Sports Park v Carsonu v Kalifornii; v srpnu však Tyson odhalil, že událost byla posunuta zpět na 28. listopadu, aby se maximalizoval příjem. Paul vyhrál na KO v 1:24 ve druhém kole.

#### Paul vs. Askren
Hlavní zápas: Jake Paul vs. Ben Askren
Po procházení sociálních sítí bylo 22. prosince 2020 oznámeno, že Paulovým třetím profesionálním soupeřem bude bývalý šampion organizací Bellator a ONE ve welterové váze Ben Askren, 28. března 2021 v Los Angeles. Poté, co Askren přijal Paulovu výzvu, začaly kolovat zvěsti o navrhovaném datu 28. března v Los Angeles. 26. února 2021 bylo oznámeno, že boj se bude konat 17. dubna v Atlantě. Paul porazil Askrena na TKO v 1:59 v 1. kole. Událost údajně provedla 1,45 milionu nákupů pay-per-view podle Trilleru, nicméně legitimita zápasu i čísla události byla silně zpochybněna mnoha osobnostmi. , fanoušci, bojovníky MMA i boxery.

#### Paul vs. Woodley
Hlavní zápas: Jake Paul vs. Tyron Woodley
Než se odehrál hlavní zápas Jake Paul vs. Ben Askren, Paul a jeden z jeho společníků v rohu J'Leon Love byli zapojeni do zákulisní konfrontace s bývalým šampionem welterové váhy UFC Tyronem Woodleym, kde byl Woodley zesměšňován kvůli své nezkušenosti v boxu a výsledku. Probíral se Paulův zápas proti Woodleyho dlouholetému spoluhráči Benu Askrenovi. Poté, co vyřadil Askrena, byl Paul vyzván Woodleym. 31. května 2021 se objevily zprávy, že Paul se měl utkat s Woodleym v boxerském zápase 29. srpna 2021. Paul vyhrál na body. Jeden rozhodčí bodoval zápas 77–75 pro Woodleyho, zatímco ostatní dva rozhodčí bodovali 77–75 a 78–74 ve prospěch Paula.

#### Paul vs. Woodley II
Hlavní zápas: Jake Paul vs. Tyron Woodley II
Poté, co Tommy Fury odstoupil ze zápasu, bylo oznámeno, že Tyron Woodley bude bojovat s Jakem Paulem v odvetném zápase, v jejich prvním souboji Paul vyhrál na body. Dvojice bojovala v odvetě v Tampě na Floridě 18. prosince. Paul porazil Woodleyho na KO v čase 2:12, 6. kola. V době přerušení Paul zápas vyhrával se skóre 49–46 (dvakrát) a 48–46.

## Osobní život
Paul má anglické, irské, skotské, velšské, židovské a německé předky.
V listopadu 2016 začal Paul chodit s americkou youtuberkou a internetovou osobností Alissou Violet. Rozešli se v únoru 2017. V dubnu 2018 začal Paul chodit s americkou modelkou Erikou Costell. Pár oznámil konec svého vztahu v listopadu 2018.
Paul začal chodit s americkou youtuberkou a internetovou osobností Tana Mongeau v dubnu 2019. V červnu 2019 pár oznámil, že se zasnoubil, ačkoli mnoho fanoušků a komentátorů nevěřilo, že zasnoubení bylo legitimní. 28. července téhož roku si Paul a Mongeau vyměnili sliby v Las Vegas. InTouch později uvedl, že pár nezískal před obřadem povolení k sňatku a že úředník také neměl licenci od státu Nevada. V důsledku toho nebylo manželství právně závazné. Buzzfeed uvedl, že Paul a Mongeau opustili obřad odděleně. Ceremoniál, který byl k dispozici za 50 dolarů za zhlédnutí, zaznamenala MTV pro pořad No Filter: Tana Mongeau.
V epizodě pořadu Mongeau uvedl, že obřad byl něco „zábavného a veselého, co zjevně děláme pro zábavu a pro obsah“. Pár oznámil rozchod v lednu 2020. Později toho měsíce začal Paul chodit s americkou modelkou Julií Rose.

## Profesionální box výsledky
| 5 zápasů | 5 výher | 0 proher |
| -------- | ------- | -------- |
| TKO/KO   | 4       | 0        |
| Na body  | 1       | 0        |

| Výsledek | Skóre | Soupeř        | Způsob | Kolo | Čas  | Datum      | Místo                        | Poznámka                   |
| -------- | ----- | ------------- | ------ | ---- | ---- | ---------- | ---------------------------- | -------------------------- |
| Výhra    | 5-0   | Tyron Woodley | KO     | 6    | 2:12 | 18.12.2021 | Tampa, Florida, USA          | Odvetný zápas.             |
| Výhra    | 4–0   | Tyron Woodley | SD     | 8    | 3:00 | 29.08.2021 | Cleveland, Ohio, USA         |                            |
| Výhra    | 3–0   | Ben Askren    | TKO    | 1    | 1:59 | 17.04.2021 | Atlanta, Georgie, USA        |                            |
| Výhra    | 2–0   | Nate Robinson | KO     | 2    | 1:24 | 28.11.2020 | Los Angeles, Kalifornie, USA |                            |
| Výhra    | 1-0   | AnEsonGib     | KO     | 1    | 2:18 | 30.01.2020 | Miami, Florida, USA          | První profesionální zápas. |

## Amatérský box výsledky
| 5 zápasů | 5 výher | 0 proher |
| -------- | ------- | -------- |
| TKO/KO   | 4       | 0        |
| Na body  | 1       | 0        |

| Výsledek | Skóre | Soupeř        | Způsob | Kolo | Čas  | Datum     | Místo              | Poznámka         |
| -------- | ----- | ------------- | ------ | ---- | ---- | --------- | ------------------ | ---------------- |
| Výhra    | 1-0   | Deji Olatunji | TKO    | 5    | 2:09 | 25.8.2018 | Manchester, Anglie | Premiéra v boxu. |

## Filmografie
| Rok  | Název         | Role      | Poznámka |
| ---- | ------------- | --------- | -------- |
| 2016 | Dance Camp    | Lance     |          |
| 2016 | Mono          | Dugan     | Cameo    |
| 2019 | Airplane Mode | Jake Paul |          |
| 2020 | Mainstream    |           |          |

| Rok       | Názor                           | Role      | Poznámka                           |
| --------- | ------------------------------- | --------- | ---------------------------------- |
| 2016–2018 | Bizaardvark                     | Dirk Mann | Hlavní role (období 1.– 2. sezóny) |
| 2016      | The Monroes                     | Conrad    |                                    |
| 2016      | Walk the Prank                  | Jake Paul | Speciální host                     |
| 2017      | The Price Is Right              | Jake Paul | Model speciálního hosta            |
| 2020      | Ridiculousness                  | Jake Paul | 16. sezóna; epizoda 24             |
| 2021      | All Access: Paul vs. Woodley    | Jake Paul |                                    |
| 2021      | All Access: Paul vs. Woodley II | Jake Paul |                                    |

| Rok  | Název            | Role      | Poznámka              |
| ---- | ---------------- | --------- | --------------------- |
| 2018 | Mysl Jakea Paula | Jake Paul | Hlavní téma dokumentu |

## Diskografie

### Singly
| Název                                                             | Rok  |
| ----------------------------------------------------------------- | ---- |
| "It's Everyday Bro" (featuring Team 10)                           | 2017 |
| "Ohio Fried Chicken" (featuring Chance Sutton & Anthony Trujillo) | 2017 |
| "Jerika"                                                          | 2017 |
| "That Ain't On The News"                                          | 2017 |
| "No Competition" (with Neptune)                                   | 2017 |
| "It's Everyday Bro (Remix)" (featuring Gucci Mane)                | 2017 |
| "My Teachers" (featuring SUNNY & AT3)                             | 2018 |
| "Cartier Vision" (featuring AT3, Jitt, & Quan)                    | 2018 |
| "Champion" (featuring Jitt n Quan)                                | 2018 |
| "No Competition" (with Neptune)                                   | 2019 |
| "Fresh Outta Londan"                                              | 2020 |
| "23"                                                              | 2020 |
| "Dummy3" (with TV Gucci)                                          | 2020 |
| "Park South Freestyle"                                            | 2020 |

| Název                                             | Rok  | Album          |
| ------------------------------------------------- | ---- | -------------- |
| "Chitty Bang" (Erika Costell featuring Jake Paul) | 2018 | Nealbový singl |

## Ceny, ocenění a nominace
| Rok  | Cena                      | Kategorie             | Výsledek  |
| ---- | ------------------------- | --------------------- | --------- |
| 2014 | 6th Annual Shorty Awards  | Vineographer Award    | Nominován |
| 2014 | 6th Annual Shorty Awards  | Comedian Award        | Nominován |
| 2017 | Radio Disney Music Awards | Social Media Star     | Vyhrál    |
| 2017 | Teen Choice Awards        | Choice Music Web Star | Vyhrál    |
| 2017 | Teen Choice Awards        | Choice YouTuber       | Vyhrál    |